# Карманинский район
Карманинский район (узб. Karmana tumani / Кармана тумани) — административная единица в Навоийской области Узбекистана. Административный центр — городской посёлок Кармана.
Население — 128 200 чел. (2021).

## История
Карманинский район был образован в 1920-е годы как Кермининский район. В 1938 году вошёл в состав Бухарской области. В 1958 году переименован в Навоийский район.
В 1982 году вошёл в состав Навоийской области. В 1988—1992 годах опять входил в состав Бухарской области. 12 декабря 2003 года район был переименован в Карманинский, а центр района перенесён из Навои в Кармана.

## Административно-территориальное деление
По состоянию на 1 января 2011 года, в состав района входят:
- 6 городских посёлков

1. Кармана,
2. Маликрабат,
3. Пахтаабад,
4. Подкорон,
5. С. Умаров,
6. Т. Гофуров.

- 6 сельских сходов граждан

1. Джалаиp,
2. Дорман,
3. Нарпай,
4. Уйрат,
5. Хазара,
6. Янгиарык.